# 水原市
水原市（：／ Suwon si */?），韩国京畿道首府、最大城市和特例市，地理位置东经127度，北纬37度，大約在首爾以南34（21英里），面积121平方公里，人口超過118万。
水原市的主要职业球队有大韩民国职业足球联赛水原足球俱乐部、韩国职业足球经典联赛水原三星蓝翼、韩国职棒联赛KT巫师。1794年-1796年建成的水原华城是联合国教科文组织世界文化遗产之一。

## 历史

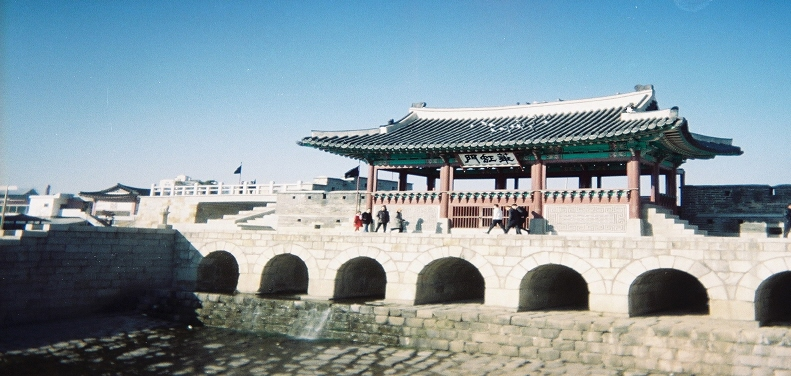
水原华城华虹门

水原在三韩时期是马韩的牟水国。三国时期，水原被高句丽吞并。757年（景德王16年），统一新罗在水原设水原郡:270。940年（太祖23年），水原郡改名为水州，1271年（元宗12年）升格为水原都护府，后又于1301年（忠宣王2年），被降为水原府。1395年（太祖4年），水原从当时朝鲜王朝的两广道分离，并入京畿道，1413年（太宗13年）改为都护府。1895年（高宗32年）地方管制改革时期，水原改为水原郡。1914年，水原除岛屿外的南阳郡合并为水原面，1931年升格为水原邑:271。
1794年（正祖18年），正祖把亡父思悼世子的陵墓移葬至水原，開始了水原市的發展。兩年後的1796年，华城落成，成为水原市的象徵。由於當時正祖曾計劃遷都至水原，所以華城內亦設有行宮。日治時代，華城行宮解體，而華城在韓戰期間亦受到破壞。1997年，华城列入世界文化遗产。
1949年，水原升格为市，同时水原郡其它地区改为华城郡。1963年，华城郡的20个里与水原市合并。1988年7月实行区制时，水原新设劝善区和长安区，1993年设八达区，2003年设灵通区。截止2003年，水原下设4个区、42个洞。:2712022年1月13日，升格為「特例市」，根據修訂後的《地方自治法》維持普通市的地位，但賦予更多的行政及財政權限。

## 地理

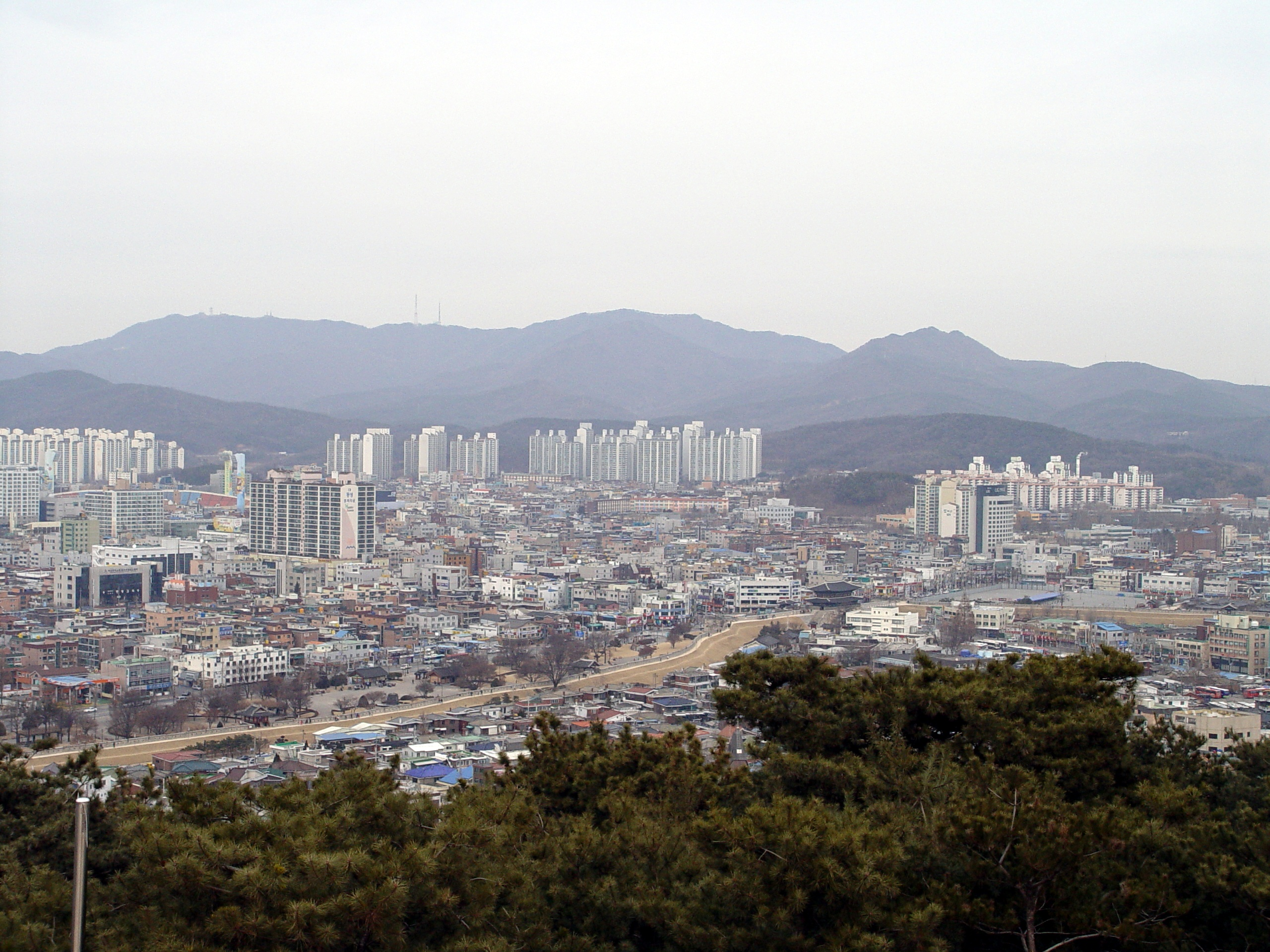
水原市（背后是光教山）

水原市位于韩国京畿道中南部，东与龙仁市相连，西部和南部是华城市，北部与义王市相邻，面积121平方公里，人口超過118万，是京畿道道厅所在地。:270
水原地处广州山脉末端的丘陵地带，光教山脉纵贯水原市，形成大体由东北向西南平缓的斜坡地势。水原的北部分布着光教山（582米）、白云山（567米）、兄弟峰（448米）等山峰，中部是低矮的丘陵，西南则是广阔的平原。发源于光教山的长芝川、远川川和水原川等河流向南在大皇桥洞汇合成黄口池川，然后继续南流最终入黄海。:271

### 气候
水原属大陆性气候，年温差较大。1月份平均气温为-0.4摄氏度，8月份平均气温为23.7摄氏度，年平均气温11.7摄氏度。:271
| 水原 （1981–2010年）                   | 水原 （1981–2010年） | 水原 （1981–2010年） | 水原 （1981–2010年） | 水原 （1981–2010年） | 水原 （1981–2010年） | 水原 （1981–2010年） | 水原 （1981–2010年） | 水原 （1981–2010年） | 水原 （1981–2010年） | 水原 （1981–2010年） | 水原 （1981–2010年） | 水原 （1981–2010年） | 水原 （1981–2010年） |
| 月份                                   | 1月                  | 2月                  | 3月                  | 4月                  | 5月                  | 6月                  | 7月                  | 8月                  | 9月                  | 10月                 | 11月                 | 12月                 | 全年                 |
| -------------------------------------- | -------------------- | -------------------- | -------------------- | -------------------- | -------------------- | -------------------- | -------------------- | -------------------- | -------------------- | -------------------- | -------------------- | -------------------- | -------------------- |
| 历史最高温 °C（°F）                    | 15.3 (59.5)          | 19.3 (66.7)          | 25.0 (77.0)          | 30.5 (86.9)          | 33.2 (91.8)          | 33.9 (93.0)          | 37.3 (99.1)          | 37.4 (99.3)          | 33.7 (92.7)          | 29.0 (84.2)          | 25.8 (78.4)          | 17.8 (64.0)          | 37.4 (99.3)          |
| 平均高温 °C（°F）                      | 2.1 (35.8)           | 5.0 (41.0)           | 10.6 (51.1)          | 17.9 (64.2)          | 23.0 (73.4)          | 26.8 (80.2)          | 28.8 (83.8)          | 29.8 (85.6)          | 25.9 (78.6)          | 20.0 (68.0)          | 12.0 (53.6)          | 5.0 (41.0)           | 17.2 (63.0)          |
| 日均气温 °C（°F）                      | −2.9 (26.8)          | −0.3 (31.5)          | 5.0 (41.0)           | 11.6 (52.9)          | 17.2 (63.0)          | 21.7 (71.1)          | 24.8 (76.6)          | 25.6 (78.1)          | 20.8 (69.4)          | 14.0 (57.2)          | 6.6 (43.9)           | 0.0 (32.0)           | 12.0 (53.6)          |
| 平均低温 °C（°F）                      | −7.4 (18.7)          | −5.0 (23.0)          | 0.0 (32.0)           | 5.9 (42.6)           | 12.0 (53.6)          | 17.4 (63.3)          | 21.7 (71.1)          | 22.1 (71.8)          | 16.4 (61.5)          | 8.8 (47.8)           | 1.8 (35.2)           | −4.4 (24.1)          | 7.5 (45.5)           |
| 历史最低温 °C（°F）                    | −24.8 (−12.6)        | −25.8 (−14.4)        | −11.3 (11.7)         | −4.7 (23.5)          | 2.3 (36.1)           | 7.8 (46.0)           | 13.2 (55.8)          | 13.0 (55.4)          | 3.6 (38.5)           | −3.6 (25.5)          | −12.6 (9.3)          | −24.4 (−11.9)        | −25.8 (−14.4)        |
| 平均降水量 mm（）                      | 22.4 (0.88)          | 24.2 (0.95)          | 47.9 (1.89)          | 61.3 (2.41)          | 97.8 (3.85)          | 129.2 (5.09)         | 351.1 (13.82)        | 299.8 (11.80)        | 153.9 (6.06)         | 53.1 (2.09)          | 49.7 (1.96)          | 21.8 (0.86)          | 1,312.3 (51.67)      |
| 平均降水天数（≥ 0.1 mm）               | 7.3                  | 6.2                  | 7.6                  | 7.8                  | 8.7                  | 9.4                  | 15.4                 | 14.1                 | 8.7                  | 6.2                  | 8.7                  | 8.1                  | 108.2                |
| 平均降雪天数                           | 7.4                  | 5.2                  | 2.6                  | 0.1                  | 0.0                  | 0.0                  | 0.0                  | 0.0                  | 0.0                  | 0.1                  | 1.7                  | 6.2                  | 23.2                 |
| 平均相對濕度（％）                     | 65.1                 | 64.3                 | 64.2                 | 62.5                 | 67.6                 | 72.3                 | 80.1                 | 78.3                 | 74.5                 | 71.0                 | 68.6                 | 66.4                 | 69.6                 |
| 月均日照時數                           | 166.0                | 171.6                | 198.0                | 215.2                | 221.3                | 188.3                | 136.7                | 166.0                | 182.0                | 200.2                | 158.0                | 159.7                | 2,162.8              |
| 可照百分比                             | 54.0                 | 56.2                 | 53.4                 | 54.6                 | 50.4                 | 42.8                 | 30.5                 | 39.5                 | 48.8                 | 57.4                 | 51.6                 | 53.4                 | 48.6                 |
| 来源：韩国气象厅（晴天和下雪天百分比） |                      |                      |                      |                      |                      |                      |                      |                      |                      |                      |                      |                      |                      |

## 行政區劃

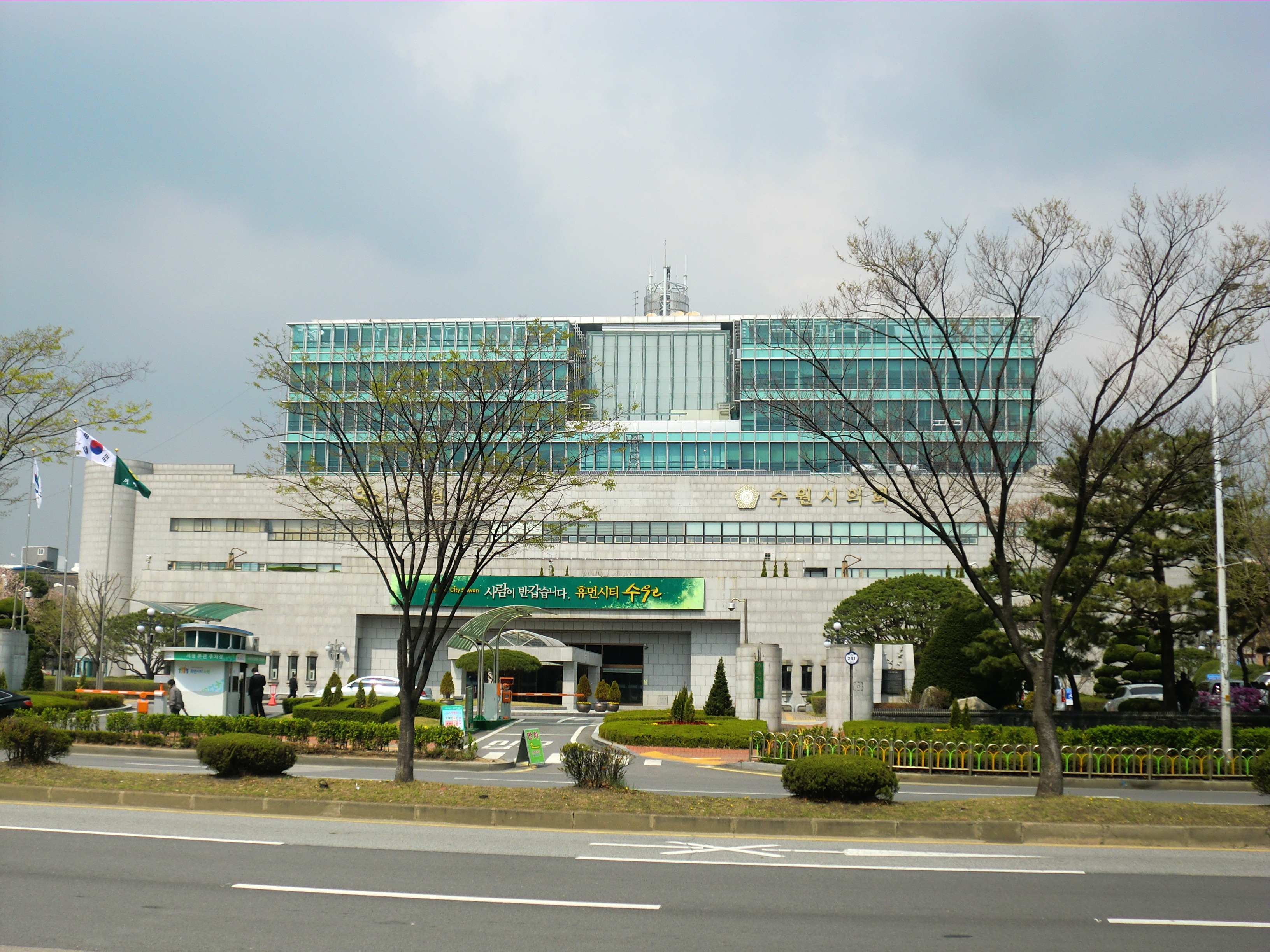
水原市政厅

水原市由四個區組成。在2003年，靈通區從八達區分割出來，是當時韓國唯一一個擁有四個區的自治市。京畿道廳和水原市廳都位於八達區，但位於不同的位置。
- 勸善區（권선구）
- 靈通區（영통구）
- 長安區（장안구）
- 八達區（팔달구）

## 经济

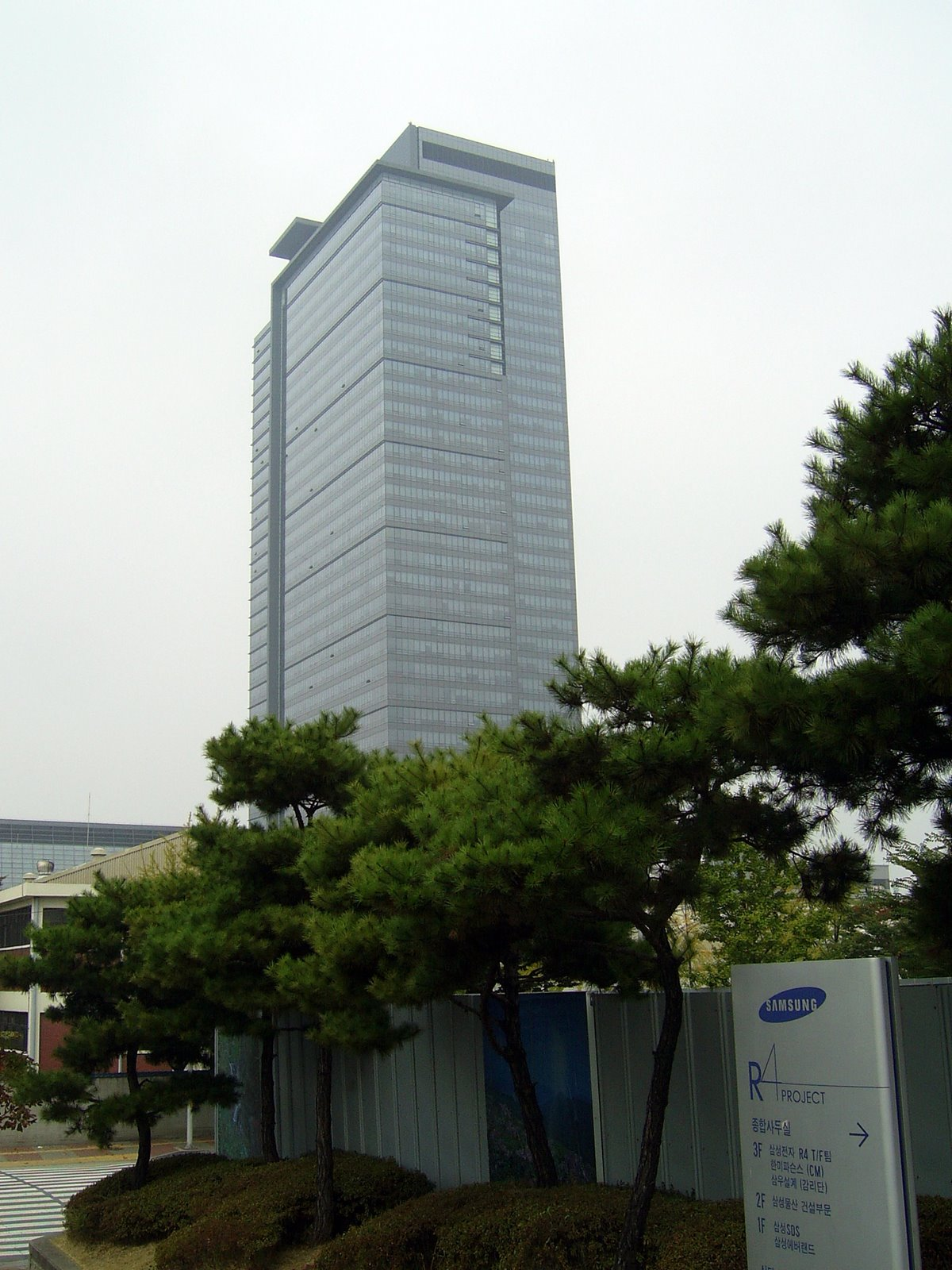
三星集团在水原的办公楼

水原的农业呈不断萎缩的状态，农户仅占全市总户数的0.5%。主要的农业作物有大米、大麦、大豆、蔬菜、水果等。水原的高级园艺作物种植兴旺，草莓远近闻名。:271
水原的电子、化纤、造纸、金属和机械工业很发达，制造业在全市企业总数的百分比为7%（2003年）。商业在水原非常发达，百货公司、大型超市、小商店、固定市场等在水原数量很多。从事餐饮住宿的企业占到全市企业总数的21%。:271
水原是韩国著名企业三星电子创建地。三星电子在水原市留有相当规模的资产，是水原最大的雇主。

## 交通

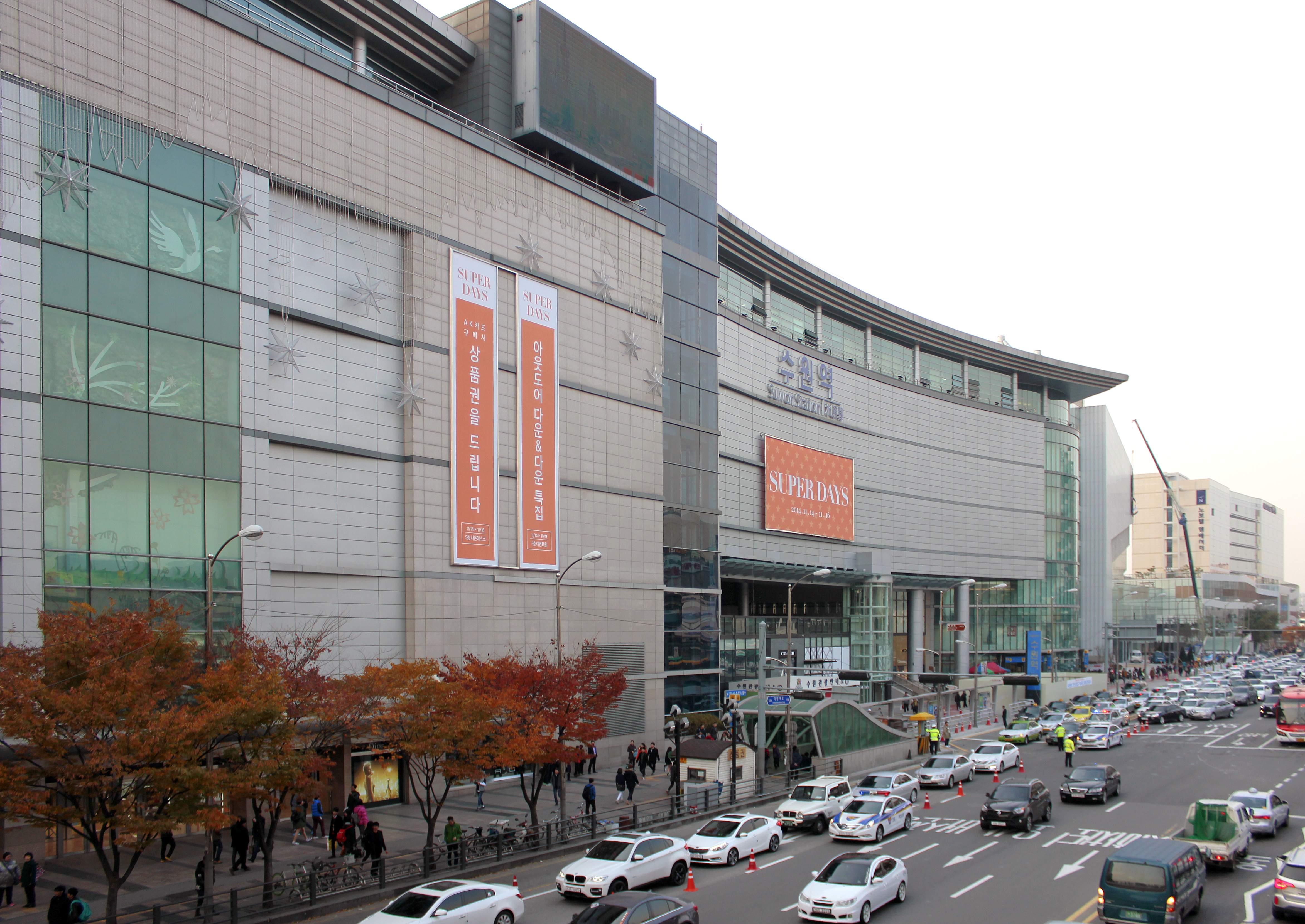
水原站

### 道路
水原市是京畿道的交通要地，通往韩国四面八方的国道穿越水原市中心，为其提供到达全国各地的交通便利。京釜高速公路、新葛-安山高速也穿过水原市，并在新葛与岭东高速公路相连。:271

### 鐵路
京釜铁路线由南向北穿过水原市中心。1975年，随着水原与“首都圈”电车的相连，水原成为首尔“一日交通圈”的一部分。:271除此以外，首都圈電鐵水仁·盆唐線和新盆唐線亦途經水原市。

## 教育

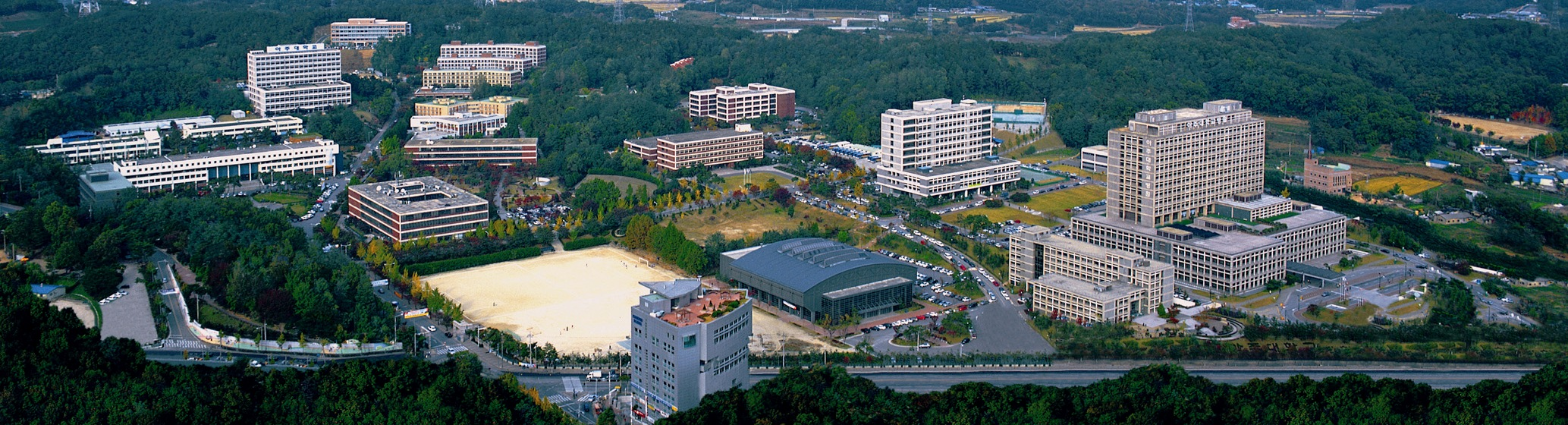
位于水原市的韩国亚洲大学

成均馆大学（自然科学校园）、京畿大学、亚洲大学、东南保健大学等多所韩国高校位于水原市。首尔大学的农学院原本也位于水原市，但后来迁址到首尔。水原大学虽然以水原为名，但并不位于水原市内，而是位于水原旁边的华城市。

## 体育

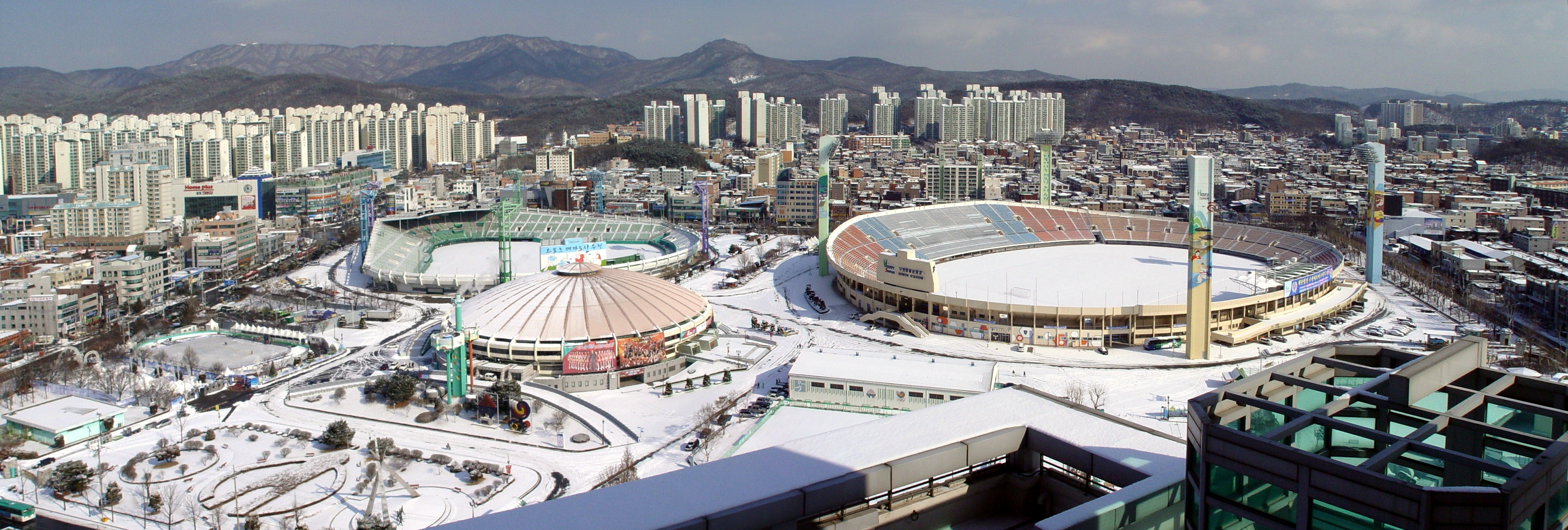
水原综合运动场

- 水原棒球场是韩国职棒联赛KT巫师的主场。[3]
- 水原綜合運動場是1988年夏季奥林匹克运动会的手球比赛场馆，也是韩国职业足球挑战联赛水原FC的主场。[4]
- 水原世界杯竞技场是2002年世界杯的比赛场地之一，也是韩国职业足球经典联赛水原三星蓝翼的主场。[2]

## 友好城市

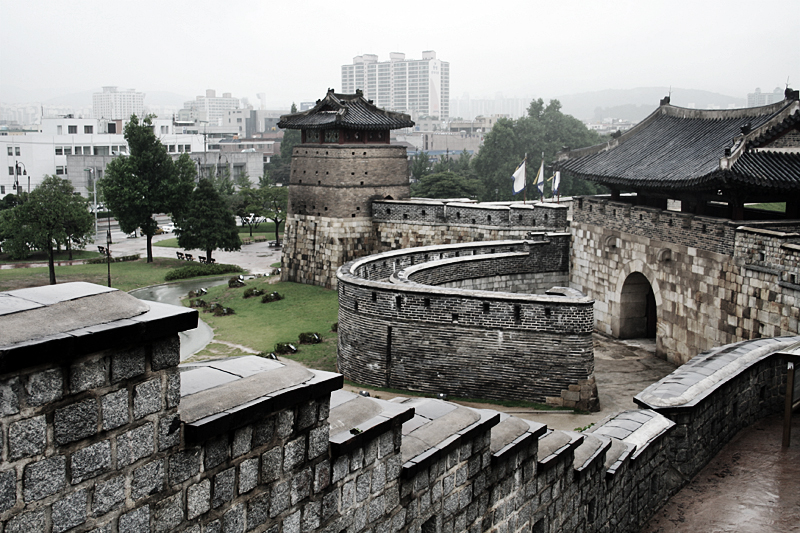
水原华城

- 中华人民共和国 濟南
- 墨西哥 托盧卡
- 越南 海陽
- 湯斯維爾
- 日本 旭川市
- 印度尼西亞 萬隆
- 柬埔寨 暹粒市
- 中華民國 高雄市
- 佛萊堡